# Dario Cecchi
Dario Cecchi (Florència, 26 de maig de 1918 - Roma, 16 de setembre de 1992) va ser un dissenyador de vestuari, decorador, pintor i escriptor italià, fill de l'escriptor Emilio Cecchi.

## Biografia
Va estudiar a l'Acadèmia de les belles arts de Roma, al taller de Gino Carlo Sensani.
El primer rodatge en que participa és La corona di ferro d'Alessandro Blasetti el 1941. El primer film en que crea el vestuari és I miserabili de Riccardo Freda, estrenat l'any 1948, amb Maria Baronj que, l'any 1950, es va convertir en la seva dona.
La carrera de Dario Cecchi, molt llarga, li va permetre abordar gairebé tots els gèneres cinematogràfics i participar en produccions de diverses nacionalitats.

## Filmografia
- 1947: Il delitto di Giovanni Episcopo d'Alberto Lattuada — decorats amb Guido Fiorini
- 1948:  I Miserabili de Riccardo Freda — vestuari amb Maria Baronj
- 1948: Sotto il sole di Roma de Renato Castellani — decorats i vestuari
- 1948: L'ebreo errante de Goffredo Alessandrini — vestuari
- 1948: Fifa e arena de Mario Mattoli — vestuari
- 1949: Il trovatore de Carmine Gallone — vestuari
- 1949: Il bacio di una morta de Guido Brignone — vestuari amb Maria Baronj
- 1949: I pirati di Capri d'Edgar Ulmer i Giuseppe Maria Scotese — vestuari
- 1950: L'edera d'Augusto Genina — decorats i vestuari amb Maria Baronj
- 1950: Donne senza nome de Géza von Radványi — vestuari, no surt als crèdits
- 1951: La vendetta del corsaro de Primo Zeglio — vestuari amb Maria Baroni
- 1951: Incantesimo tragico (Oliva) de Mario Sequi — vestuari
- 1951: O.K. Nerone de Mario Soldati) — vestuari
- 1951: Schatten über Neapel de Hans Wolff i Marino Girolami — vestuari
- 1951: La tratta delle bianche de Luigi Comencini — vestuari
- 1952: La prigioniera della torre di fuoco de Giorgio Walter Chili — només pel vestuari d'Elisa Cegani
- 1952: Altri tempi d'Alessandro Blasetti — decorats i vestuari amb Veniero Colasanti
- 1952: Jolanda la figlia del corsaro nero de Mario Soldati — vestuari
- 1952: Il cappotto d'Alberto Lattuada — vestuari
- 1952: La nemica de Giorgio Bianchi — vestuari
- 1952: I tre corsari de Mario Soldati — vestuari
- 1953: Legione straniera de Basilio Franchina — vestuari
- 1953: La lupa d'Alberto Lattuada — vestuari
- 1953: Il più comico spettacolo del mondo de Mario Mattoli — vestuari
- 1953: La nave delle donne maledette de Raffaello Matarazzo — vestuari
- 1953: Capitan Fantasma de Primo Zeglio — vestuari
- 1953: Vortice de Raffaello Matarazzo — vestuari
- 1953: Un turco napoletano de Mario Mattoli — vestuari amb Gaia Romanini
- 1954: La spiaggia d'Alberto Lattuada — decorats i vestuari amb Maurizio Serra
- 1954: Tempi nostri d'Alessandro Blasetti — decorats i vestuari amb Veniero Colasanti i Maria Baronj
- 1954: Scuola elementare d'Alberto Lattuada — vestuari
- 1954: Il letto de Gianni Franciolini — vestuari només de Dawn Addams (Sketch Il divorzio)
- 1955: La trampa (Il bidone) de Federico Fellini — decorats i vestuari
- 1955: La bella mugnaia de Mario Camerini — vestuari amb Maria Baronj
- 1955: Tam tam Mayumbe de Gian Gaspare Napolitano — decorats i vestuari
- 1956: La sort de ser dona (La fortuna di essere donna) d'Alessandro Blasetti — direcció artística
- 1957: L'ultimo paradiso de Folco Quilici — scénographie
- 1958: The Naked Maja d'Henry Koster i Mario Russo — vestuari, amb Maria Baronj
- 1959: Ferdinando I° re di Napoli de Gianni Frsnciolini — vestuari amb Maria Baronj
- 1959: Dagli Appennini alle Ande de Folco Quilici — direcció artística de Dario Cecchi i Gori Muñoz — vestuari de Dario Cecchi
- 1960: Estiu violent (Estate violenta) de Valerio Zurlini — decorats i vestuari amb Massimiliano Capriccioli)
- 1960: Gli amori di Ercole, de Carlo Ludovico Bragaglia — vestuari amb Maria Baronj
- 1960: Via Margutta de Mario Camerini — decorats i vestuari
- 1960: Les dents del diable (The Savage Innocents) de Nicholas Ray — direcció artística de Dario Cecchi i Donald M. Ashton, als crèdits com Don Ashton
- 1960: I delfini de Francesco Maselli — vestuari
- 1961: Io amo, tu ami d'Alessandro Blasetti — decorats amb Mario Garbuglia
- 1961: The Best of Enemies de Guy Hamilton — vestuari amb Ezio Frigerio
- 1962: La congiura dei dieci de Baccio Bandini i Étienne Périer — vestuari
- 1963: Il diavolo de Gian Luigi Polidoro — decorats i vestuari
- 1964: Cyrano i d'Artagnan d'Abel Gance — vestuari
- 1963: Frenesia dell'estate de Luigi Zampa — vestuari amb Gianfranco Fini
- 1963: La Pantera rosa (The Pink Panther), de Blake Edwards — vestuari amb Maria Baronj
- 1964: La Tulipe noire de Christian-Jaque — vestuari
- 1965: Darling de John Schlesinger — vestuari i mobiliari per la part italiana, no surt als crèdits : el vestuari es va endur l'Oscar al millor vestuari
- 1966: Io, io, io... e gli altri d'Alessandro Blasetti — escenografia amb Ottavio Scotti
- 1967: Emboscada a Matt Helm (The Ambushers) d'Henry Levin i Arduino Maiuri — storyboard i preparació dels decorats i vestuari, no surt als crèdits
- 1967: Vado... l'ammazzo e torno d'Enzo G. Castellari — vestuari
- 1967: Per amore… per magia… de Duccio Tessari — decorats i vestuari
- 1968: Odissea de Franco Rossi, Piero Schivazappa i Mario Bava — vestuari (sèrie de televisió)
- 1969: El secret de Santa Vittoria (The Secret of Santa Vittoria) de Stanley Kramer — vestuari, no surt als crèdits
- 1970: Les aventures d'en Gerard (The Adventures of Gerard) de Jerzy Skolimowski — vestuari
- 1970: Venga a prendere il caffè da noi d'Alberto Lattuada — vestuari
- 1972: Boccaccio de Bruno Corbucci — vestuari amb Mario Carlini
- 1972: Il prode Anselmo e il suo scudiero de Bruno Corbucci — vestuari amb Mario Carlini
- 1973: La Tosca de Luigi Magni — decorats amb Lucia Mirisola
- 1976: Attenti al buffone d'Alberto Bevilacqua — vestuari amb Ezio Altieri
- 1976: Il Corsaro Nero de Sergio Sollima — vestuari amb Mario Carlini
- 1983: Il petomane de Pasquale Festa Campanile — decorats i vestuari amb Mario Carlini